# 吉尔·亨塞尔伍德
吉尔·亨塞尔伍德（英語：Jill Henselwood，1962年11月1日—），加拿大女子马术运动员。她曾代表加拿大参加2008年和2012年夏季奥林匹克运动会马术比赛，其中2008年奥运会获得一枚银牌。